# Llista de monuments d'Agramunt
Llista de monuments d'Agramunt inclosos en l'Inventari del Patrimoni Arquitectònic Català per al municipi d'Agramunt (Urgell). Inclou els inscrits en el Registre de Béns Culturals d'Interès Nacional (BCIN) amb la classificació de monuments històrics, els Béns Culturals d'Interès Local (BCIL) de caràcter immoble i la resta de béns arquitectònics integrants del patrimoni cultural català.
| Monument                                | Protecció      | Estil/època                           | Localització                                  | Coordenades                                          | Codi?         | Imatge |
| --------------------------------------- | -------------- | ------------------------------------- | --------------------------------------------- | ---------------------------------------------------- | ------------- | --- |
| Església de Santa Maria d'Agramunt      | BCIN 1-MH-EN   | Romànic, gòtic XII-XIII               | Agramunt Pl. de l'Església                    | 41° 47′ 14″ N, 1° 05′ 57″ E / 41.787225°N,1.099219°E | RI-51-0000697 | Església de Santa Maria d'Agramunt · Vegeu més fotos d'aquest monument · Carregueu una nova foto d'aquest monument             |
| Castell de Montclar, o Casa del Senyor  | BCIN 2-MH      | Renaixement XVII-XVIII                | Agramunt Montclar                             | 41° 50′ 51″ N, 1° 02′ 31″ E / 41.847611°N,1.041973°E | RI-51-0004339 | Castell de Montclar (Agramunt) · Vegeu més fotos d'aquest monument · Carregueu una nova foto d'aquest monument                 |
| Ajuntament                              | BCIN 249-MH-EN | Barroc XVIII                          | Agramunt Pl. de l'Església                    | 41° 47′ 14″ N, 1° 05′ 56″ E / 41.787088°N,1.098882°E | RI-51-0010822 | Ajuntament (Agramunt) · Vegeu més fotos d'aquest monument · Carregueu una nova foto d'aquest monument                          |
| Pilar d'Almenara                        | BCIN 449-MH    | Romànic XI-XII                        | Agramunt Situat al Pilar d'Almenara           | 41° 45′ 12″ N, 1° 04′ 01″ E / 41.753452°N,1.066962°E | RI-51-0006208 | Pilar d'Almenara (Agramunt) · Vegeu més fotos d'aquest monument · Carregueu una nova foto d'aquest monument                    |
| Castell de la Donzell d'Urgell          | BCIN 450-MH    | XVI-XVII                              | Agramunt                                      | 41° 50′ 07″ N, 1° 05′ 35″ E / 41.835178°N,1.092923°E | RI-51-0006209 | Castell de la Donzell (Agramunt) · Vegeu més fotos d'aquest monument · Carregueu una nova foto d'aquest monument               |
| Castell d'Agramunt                      | BCIN 722-MH    | Medieval                              | Agramunt                                      | 41° 47′ 14″ N, 1° 05′ 48″ E / 41.787253°N,1.096566°E | RI-51-0006207 | Castell d'Agramunt · Vegeu més fotos d'aquest monument · Carregueu una nova foto d'aquest monument                             |
| Plaça del Mercadal                      | BCIN 4351-CH   | Renaixement XV                        | Agramunt Pl. del Mercadal                     | 41° 47′ 14″ N, 1° 06′ 00″ E / 41.787269°N,1.099968°E | IPA-29665     | Plaça del Mercadal (Agramunt) · Vegeu més fotos d'aquest monument · Carregueu una nova foto d'aquest monument                  |
| Capella de la Verge dels Socors         |                | Gòtic tardà XVII                      | Agramunt C. de la Capella                     | 41° 46′ 59″ N, 1° 05′ 53″ E / 41.783004°N,1.098186°E | IPA-29663     | Capella de la Verge dels Socors (Agramunt) · Vegeu més fotos d'aquest monument · Carregueu una nova foto d'aquest monument     |
| Casa Enraní, Casa Fraret                |                | Barroc XVII                           | Agramunt Pl. Amball, 19-20                    | 41° 47′ 15″ N, 1° 05′ 50″ E / 41.787577°N,1.097166°E | IPA-29666     | Casa Enraní (Agramunt) · Vegeu més fotos d'aquest monument · Carregueu una nova foto d'aquest monument                         |
| Edifici al carrer Estudis Nous, 3-7     |                | Barroc XVII                           | Agramunt C. Estudis Nous, 3-5-7               | 41° 47′ 12″ N, 1° 05′ 59″ E / 41.786702°N,1.099691°E | IPA-29668     | Edifici al carrer Estudis Nous, 3-7 (Agramunt) · Vegeu més fotos d'aquest monument · Carregueu una nova foto d'aquest monument |
| Carrer de Sant Joan                     |                | Obra popular                          | Agramunt C. Sant Joan                         | 41° 47′ 17″ N, 1° 05′ 55″ E / 41.788001°N,1.098509°E | IPA-29669     | Carrer de Sant Joan (Agramunt) · Vegeu més fotos d'aquest monument · Carregueu una nova foto d'aquest monument                 |
| Cal Guapo                               |                | Obra popular XVIII                    | Agramunt C. Sant Joan, 21                     | 41° 47′ 18″ N, 1° 05′ 56″ E / 41.788217°N,1.098810°E | IPA-29670     | Cal Guapo (Agramunt) · Vegeu més fotos d'aquest monument · Carregueu una nova foto d'aquest monument                           |
| Molí del Siscà                          |                | Obra popular XVIII                    | Agramunt Dreta del riu Sió                    |                                                      | IPA-29688     | Carregueu una nova foto d'aquest monument                                                                                      |
| Molí del Segarenc                       |                | Obra popular XVIII Final              | Agramunt Dreta del riu Sió                    | 41° 47′ 28″ N, 1° 03′ 37″ E / 41.791071°N,1.060319°E | IPA-29689     | Carregueu una nova foto d'aquest monument                                                                                      |
| Pont de pedra d'Agramunt                | BCIL 2015      | Obra popular XIII-XIV                 | Agramunt Av. Catalunya                        | 41° 47′ 05″ N, 1° 05′ 50″ E / 41.784697°N,1.097210°E | IPA-30471     | Pont de pedra d'Agramunt · Vegeu més fotos d'aquest monument · Carregueu una nova foto d'aquest monument                       |
| Antic mercat municipal, Museu Guinovart |                | Monumentalisme academicista XX Mitjan | Agramunt Pl. del Mercadal                     | 41° 47′ 15″ N, 1° 05′ 53″ E / 41.787575°N,1.098058°E | IPA-30473     | Antic mercat municipal (Agramunt) · Vegeu més fotos d'aquest monument · Carregueu una nova foto d'aquest monument              |
| Cal Mundi                               |                | Eclecticisme XX Mitjan                | Agramunt C. Sant Joan, 11                     | 41° 47′ 16″ N, 1° 05′ 55″ E / 41.787809°N,1.098525°E | IPA-30474     | Cal Mundi (Agramunt) · Vegeu més fotos d'aquest monument · Carregueu una nova foto d'aquest monument                           |
| Carrer Sabateria de Baix                |                | Obra popular XIV                      | Agramunt C. Sabateria de Baix                 | 41° 47′ 12″ N, 1° 05′ 57″ E / 41.786793°N,1.099036°E | IPA-30476     | Carrer Sabateria de Baix (Agramunt) · Vegeu més fotos d'aquest monument · Carregueu una nova foto d'aquest monument            |
| Pou de gel d'Agramunt                   | BCIL 2006      | Obra popular XVIII Inici              | Agramunt C. del Pou de Gel - c. del Convent   | 41° 47′ 17″ N, 1° 06′ 09″ E / 41.788104°N,1.102598°E | IPA-30870     | Pou de gel d'Agramunt · Vegeu més fotos d'aquest monument · Carregueu una nova foto d'aquest monument                          |
| Església de Sant Salvador               |                | Romànic XIII                          | Agramunt Pl. de l'Església, Almenara Alta     | 41° 44′ 27″ N, 1° 03′ 19″ E / 41.740773°N,1.055175°E | IPA-29673     | Església de Sant Salvador (Agramunt) · Vegeu més fotos d'aquest monument · Carregueu una nova foto d'aquest monument           |
| Recinte de la Donzell d'Urgell          |                | Obra popular                          | Agramunt                                      | 41° 50′ 06″ N, 1° 05′ 34″ E / 41.834969°N,1.092916°E | IPA-29675     | Recinte de la Donzell d'Urgell (Agramunt) · Vegeu més fotos d'aquest monument · Carregueu una nova foto d'aquest monument      |
| Església de Sant Pere                   |                | Barroc XVII                           | Agramunt La Donzell d'Urgell                  | 41° 50′ 07″ N, 1° 05′ 37″ E / 41.835238°N,1.093625°E | IPA-29677     | Església de Sant Pere (La Donzell) · Vegeu més fotos d'aquest monument · Carregueu una nova foto d'aquest monument             |
| Ermita de Sant Roc                      |                | Obra popular XX                       | Agramunt La Donzell d'Urgell                  | 41° 50′ 15″ N, 1° 05′ 45″ E / 41.837479°N,1.095696°E | IPA-29678     | Ermita de Sant Roc (La Donzell) · Vegeu més fotos d'aquest monument · Carregueu una nova foto d'aquest monument                |
| Església de Sant Vicenç                 |                | Romànic, gòtic XIII                   | Agramunt A prop del Pilar d'Almenara          | 41° 45′ 11″ N, 1° 04′ 06″ E / 41.753126°N,1.068285°E | IPA-29680     | Església de Sant Vicenç (Almenara) · Vegeu més fotos d'aquest monument · Carregueu una nova foto d'aquest monument             |
| Antigues Escoles de Mafet               | BCIL 2010      | Obra popular XX Inici                 | Agramunt Pl. de l'Església, 6, Mafet          | 41° 48′ 30″ N, 1° 04′ 48″ E / 41.808230°N,1.079892°E | IPA-39994     | Antigues Escoles de Mafet (Agramunt) · Vegeu més fotos d'aquest monument · Carregueu una nova foto d'aquest monument           |
| Antic escorxador municipal              | BCIL 2010      | Obra popular XX Mitjan                | Agramunt C. Escorxador - c. Pou de Gel, 3     | 41° 47′ 17″ N, 1° 06′ 02″ E / 41.788194°N,1.100663°E | IPA-39995     | Antic escorxador municipal (Agramunt) · Vegeu més fotos d'aquest monument · Carregueu una nova foto d'aquest monument          |
| Pont de Ferro d'Agramunt                | BCIL 2011      | Arquitectura del ferro XIX            | Agramunt                                      | 41° 47′ 07″ N, 1° 05′ 16″ E / 41.785188°N,1.087780°E | IPA-40532     | Pont de Ferro d'Agramunt · Vegeu més fotos d'aquest monument · Carregueu una nova foto d'aquest monument                       |
| Els Safareigs d'Agramunt                | BCIL 2013      | XIX                                   | Agramunt                                      | 41° 47′ 26″ N, 1° 05′ 45″ E / 41.790679°N,1.095881°E | IPA-42208     | Els Safareigs d'Agramunt · Vegeu més fotos d'aquest monument · Carregueu una nova foto d'aquest monument                       |
| Església de Sant Llorenç de Mafet       | BCIL 2010      | Barroc XVII                           | Agramunt Pl. Església, Mafet                  | 41° 48′ 30″ N, 1° 04′ 48″ E / 41.808470°N,1.079937°E | IPA-29682     | Església de Sant Llorenç de Mafet (Agramunt) · Vegeu més fotos d'aquest monument · Carregueu una nova foto d'aquest monument   |
| Casa Reinald, Cal Benet del Segarrenc   |                | Barroc XVII                           | Agramunt Pl. de la Germandat, Mafet           | 41° 48′ 29″ N, 1° 04′ 49″ E / 41.808102°N,1.080213°E | IPA-29684     | Casa Reinald (Agramunt) · Vegeu més fotos d'aquest monument · Carregueu una nova foto d'aquest monument                        |
| Cal Torres                              |                | Barroc XVIII Mitjan                   | Agramunt C. Major, 14, Mafet                  | 41° 48′ 26″ N, 1° 04′ 47″ E / 41.807136°N,1.079744°E | IPA-29685     | Cal Torres (Agramunt) · Vegeu més fotos d'aquest monument · Carregueu una nova foto d'aquest monument                          |
| Església de Sant Jaume                  |                | Barroc XVIII Mitjan                   | Agramunt Montclar                             | 41° 50′ 52″ N, 1° 02′ 34″ E / 41.847746°N,1.042916°E | IPA-29687     | Església de Sant Jaume (Agramunt) · Vegeu més fotos d'aquest monument · Carregueu una nova foto d'aquest monument              |
| Pou de la pleta d'Enrerí                |                | Obra popular                          | Agramunt Al sud-est del camí vell de Balaguer |                                                      | IPA-48986     | Carregueu una nova foto d'aquest monument                                                                                      |
| Sant Domènec de les Puelles             |                | Neoclassicisme XIX                    | Agramunt C. d'Orient, 11, les Puelles         | 41° 48′ 02″ N, 1° 07′ 46″ E / 41.80056°N,1.12958°E   | IPA-49512     | Carregueu una nova foto d'aquest monument                                                                                      |